# Boarmia glochinophora
Boarmia glochinophora là một loài bướm đêm trong họ Geometridae.